# دين هوبكينز
دين هوبكينز هو لاعب هوكي الجليد كندي، ولد في 6 يونيو 1959.

## وصلات خارجية
- دين هوبكينز على موقع دوري الهوكي الوطني (الإنجليزية)
- دين هوبكينز على موقع قاعة مشاهير الهوكي (لاعب أن.إتش.أل) (الإنجليزية)
- دين هوبكينز على موقع EliteProspects.com (الإنجليزية)
- دين هوبكينز على موقع HockeyDB.com (الإنجليزية)
- دين هوبكينز على موقع Hockey-Reference.com (الإنجليزية)